# Bystřička
Bystřička är en ort i Tjeckien.   Den ligger i regionen Zlín, i den östra delen av landet, 270 km öster om huvudstaden Prag. Bystřička ligger 315 meter över havet och antalet invånare är 956.
Terrängen runt Bystřička är huvudsakligen kuperad, men norrut är den platt. Bystřička ligger nere i en dal. Runt Bystřička är det tätbefolkat, med 459 invånare per kvadratkilometer. Närmaste större samhälle är Valašské Meziříčí, 6,3 km norr om Bystřička. I omgivningarna runt Bystřička växer i huvudsak blandskog.